# Рюдігер Шнупгазе
Рюдігер Шнупгазе (нім. Rüdiger Schnuphase, нар. 23 січня 1954, Вернінгсгаузен) — східнонімецький футболіст, що грав на позиції захисника та півзахисника. Футболіст року в НДР 1982 року.
Виступав за клуби «Рот Вайс» (Ерфурт) та «Карл Цейс», а також національну збірну НДР.

## Клубна кар'єра
У дорослому футболі дебютував 1971 року виступами за команду «Рот Вайс» (Ерфурт), в якій провів п'ять сезонів.

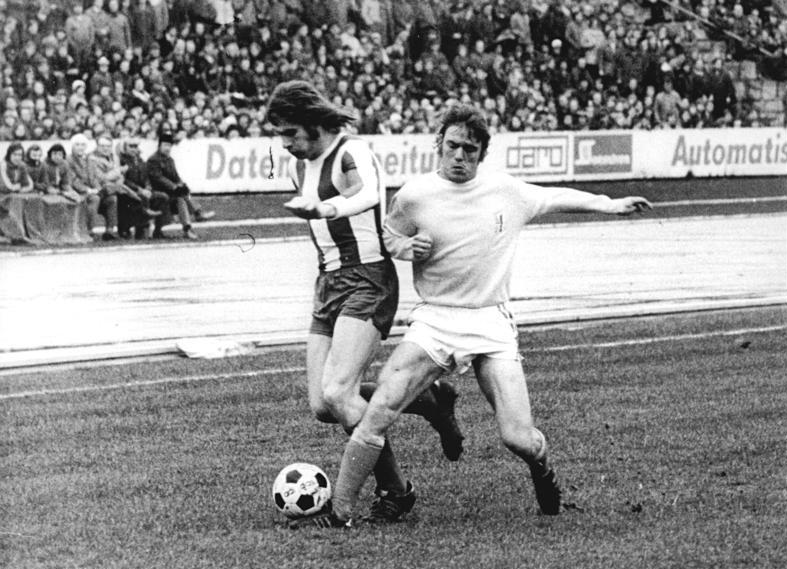
Рюдігер Шнупгазе в складі «Рот Вайса» (Ерфурт) у грі чемпіонату НДР проти «Магдебурга». 1975 рік.

Влітку 1976 року Шнупгазе приєднався до клубу «Карл Цейс». У 1980 році він виграв з командою Кубок Німецької Демократичної Республіки завдяки перемозі 3:1 у фіналі над своєю колишньою командою «Рот-Вайс» (Ерфурт). Навесні 1981 року він зіграв з клубом у фіналі Кубка володарів кубків, але німці програли 1:2 «Динамо» (Тбілісі). Того ж року команда стала віце-чемпіоном НДР, а в сезоні 1981/82 Рюдігер став найкращим бомбардиром Оберліги з 19 голами, за що був визнаний найкращим гравцем року в країні. Він грав за «Карл Цайс» до кінця сезону 1983/84 і провів 196 матчів чемпіонату, забивши 94 голи. Також у 29 національних кубкових матчах забив 9 голів і за 35 матчів єврокубків — 8 голів.
1984 року Шнупгазе повернувся у «Рот Вайс» (Ерфурт) і захищав кольори клубу до припинення виступів на професійному рівні у 1986 році. Загалом він забив 123 голи у 320 іграх східнонімецької Оберліги, що зробило його 7 у списку найкращих бомбардирів чемпіонату НДР за весь час.

## Виступи за збірну
17 червня 1973 року дебютував в офіційних іграх у складі національної збірної НДР в товариському матчі проти збірної Ісландії, що завершився перемогою східних німців з рахунком 2:1.
У складі збірної був учасником єдиного для своєї країни чемпіонату світу 1974 року у ФРН, він зіграв у двох матчах.
У 1980 році Шнупгазе у складі олімпійської збірної поїхав до Москви на XXII літні Олімпійські ігри, де зіграв у всіх шести матчах своєї команди, яка стала срібним призером.
Свій останній виступ за збірну Шнупхазе провів у відбірковому матчі до чемпіонату Європи 1984 року зі збірною Швейцарії 12 жовтня 1983 року, той матч завершився перемогою східних німців з рахунком 3:0. Загалом протягом кар'єри у національній команді, яка тривала 11 років, провів у її формі 45 матчів, забивши 6 голів.

## Титули і досягнення

### Командні
Збірна НДР
- Срібний призер Олімпійських ігор: 1980

«Карл Цейс»
- Срібний призер чемпіонату НДР: 1981
- Бронзовий призер чемпіонату НДР (4): 1977, 1979, 1980, 1983
- Володар Кубка НДР: 1979/80
- Фіналіст Кубка володарів кубків УЄФА: 1980/81

### Особисті
- Футболіст року в НДР: 1982
- Найкращий бомбардир чемпіонату НДР: 1982 (19 голів)
- 7-е місце в списку найкращих бомбардирів чемпіонату НДР за всі часи: 123 голи
- 28-е місце в списку гравців з найбільшою кількістю матчів, зіграних в чемпіонаті НДР: 320 матчів